# بطمونينات
البطمونينات (الاسم العلمي:Potamoidea) هي فوق فصيلة من القشريات تتبع رتيبة سباحيات الحمل من رتبة عشريات الأرجل.

## التصنيف
- البطمونات
  - البطموناوات
    -       - البطمون